# Sukorady (Snědovice)
Sukorady je vesnice, část obce Snědovice v okrese Litoměřice. Nachází se asi 4,5 km na severovýchod od Snědovic. Prochází zde silnice II/269. V roce 2009 zde bylo evidováno 55 adres. V roce 2011 zde trvale žilo 141 obyvatel.
Sukorady je také název katastrálního území o rozloze 4,34 km2.

## Historie
Nejstarší písemná zmínka pochází z roku 1394.

## Obyvatelstvo
|                                                                              | 1869 | 1880 | 1890 | 1900 | 1910 | 1921 | 1930 | 1950 | 1961 | 1970 | 1980 | 1991 | 2001 | 2011 |
| ---------------------------------------------------------------------------- | ---- | ---- | ---- | ---- | ---- | ---- | ---- | ---- | ---- | ---- | ---- | ---- | ---- | ---- |
| Obyvatelé                                                                    | 354  | 365  | 345  | 329  | 323  | 304  | 315  | 128  | 108  | 133  | 168  | 134  | 148  | 141  |
| Domy                                                                         | 64   | 68   | 68   | 67   | 65   | 65   | 64   | 42   | 70   | 25   | 24   | 30   | 34   | 36   |
| Počet domů z roku 1961 zahrnuje domy místních částí Mošnice a Velký Hubenov. |      |      |      |      |      |      |      |      |      |      |      |      |      |      |

## Pamětihodnosti
- Zámek Sukorady
- Sochy světice a svatého Jana Nepomuckého
- Dům čp. 20
- Usedlost če. 1

## Osobnosti
- Heinrich Kopetz (1821–1904), šlechtic a politik, majitel statku Sukorady, poslanec zemského sněmu a Říšské rady